# Kris Boeckmans
Kris Boeckmans (* 13. Februar 1987 in Malle) ist ein ehemaliger belgischer Radrennfahrer.

## Sportliche Laufbahn
Nachdem er im Jahr 2009 Europäischer Straßenmeister der U23 wurde, fuhr er am Saisonende als Stagiaire beim UCI ProTeam Silence-Lotto. Im Jahr 2010 erhielt er einen regulären Vertrag beim Professional Continental Team Topsport Vlaanderen-Mercator, für das er in seinem ersten Jahr Etappen bei den Driedaagse van West-Vlaanderen und der Ster Elektrotoer gewann. 2012 wechselte er zur niederländischen Mannschaft Vacansoleil-DCM, für die er seine erste Tour de France bestritt, die er auf Rang 115 beendete.
Nachdem er in den Jahren 2011 bis 2014 bei keinem internationalen Rennen siegte, gewann er 2015 als Mitglied der Mannschaft Lotto Belisol die Eintagesrennen Le Samyn und Nokere Koerse sowie die Etappenrennen Tour de Picardie und World Ports Classic. Bei einem Sturz auf der achten Etappe der Vuelta a España 2015 erlitt Boeckmans ein Gesichtstrauma mit mehreren Brüchen, drei Rippenbrüche sowie eine Lungenblutung.
In der Saison 2016 kehrte Boeckmans in den Rennsport zurück, konnte aber nicht mehr an die Erfolge des Jahres 2015 anknüpfen. Zur Saison 2017 wechselte er zum Vital Concept Cycling Club, in den drei Jahren beim Team blieb er auch ohne zählbare Erfolge. Nachdem sein Vertrag nicht verlängert worden war, beendete er nach der Saison 2020 im Alter von 33 Jahren seine Karriere als Radrennfahrer.

## Erfolge
2008
- eine Etappe Tour de Berlin
- eine Etappe Vuelta a Navarra

2009
- Gesamtwertung und eine Etappe Le Triptyque des Monts et Châteaux
- Europameister – Straßenrennen (U23)
- Schaal Sels

2010
- eine Etappe Driedaagse van West-Vlaanderen
- eine Etappe Ster Elektrotoer

2015
- eine Etappe Étoile de Bessèges
- Le Samyn
- Nokere Koerse
- Gesamtwertung und zwei Etappen Tour de Picardie
- Gesamtwertung und eine Etappe World Ports Classic

## Grand-Tour-Platzierungen
| Grand Tour            | 2012 | 2013 | 2014 | 2015 |
| --------------------- | ---- | ---- | ---- | ---- |
| Giro d’ItaliaGiro     | –    | –    | –    | –    |
| Tour de FranceTour    | 115  | DNF  | –    | –    |
| Vuelta a EspañaVuelta | –    | –    | –    | DNF  |